# Sony Xperia 1 III
Sony Xperia 1 III — це смартфон на базі Android, вироблений Sony. Розроблений як новий флагман серії Xperia від Sony, телефон був анонсований разом з компактним флагманом Xperia 5 III і середнім класом Xperia 10 III, 14 квітня 2021 року.

## Дизайн
Xperia 1 III вдосконалює дизайн свого попередника Xperia 1 II. Тепер він має матову рамку та трохи менші рамки навколо. Телефон має захист Corning Gorilla Glass Victus на передній панелі та Corning Gorilla Glass 6 на задній панелі з матовим склом, а також сертифікати водонепроникності IP65 та IP68. Конструкція має пару симетричних рамок у верхній і нижній частині, де розміщені фронтальні подвійні стереодинаміки та фронтальна камера. На лівій стороні телефону є лоток для SIM-карти та слот для карти microSD, а на правій — сканер відбитків пальців, який вбудований у кнопку живлення, регулятор гучності, кнопка швидкого доступу, що налаштовується, і кнопка затвора з тисненим покриттям. Задні камери розташовані вертикальною смужкою, як і його попередник. Телефон був доступний у трьох кольорах: матовому чорному, сірому та фіолетовому.
| Колір | Ім'я               |
| ----- | ------------------ |
|       | Матовий сірий      |
|       | Матовий фіолетовий |
|       | Матовий чорний     |

## Технічні характеристики

### Апаратне забезпечення
Xperia 1 III має SoC Qualcomm Snapdragon 888 і графічний процесор Adreno 660, а також 12 ГБ оперативної пам’яті, 256 ГБ постійної пам’яті (яку можна розширити до 1 ТБ за допомогою роз'єма для карт microSD) і один/подвійний гібридний слот для nano-SIM-карти залежно від регіону. Телефон оснащений 21:9, першим CinemaWide 4K HDR 10-бітовим OLED-дисплеєм 120 Гц. Він має акумулятор ємністю 4500 мА·г і підтримує швидку зарядку 30 Вт разом із бездротовою зарядкою Qi з підтримкою зворотнього бездротового заряджання. Смартфон має передні подвійні стереодинаміки з підтримкою 360 Reality Audio, який, як стверджує Sony, тепер на 40% голосніше, ніж попередні. Зверху, як і в попередника, є аудіороз'єм 3,5 мм.
Версії Xperia 1 III для японського оператора та з розблокованими SIM-картами підтримують японський стандарт мобільних платежів Osaifu-Keitai у поєднанні зі стандартом мобільних смарт-карт Mobile FeliCa, розробленим Sony, а також звичайний NFC, однак, на відміну від переважної більшості операторів, у фірмових флагманських телефонах Android, що продаються в Японії, Xperia 1 III не підтримує стандарт мобільного телебачення 1seg.

#### Камера
Телефон має потрійну камеру на 12 Мп, 3D-датчик iToF на задній панелі і камеру на 8 Мп на передній панелі. Задні камери включають основний об’єктив (24 мм f/1,7), надширококутний об’єктив (16 мм f/2,2) і перший телеоб’єктив зі змінним перископом, який може перемикатися між 70 мм і 105 мм; всі вони мають антивідблискове покриття ZEISS T✻ (T-Star). Цифровий зум тепер може досягати еквівалента 300 мм у порівнянні з 200 мм на Xperia 1 II і 5 II за допомогою нового вдосконаленого алгоритму, який Sony називає «AI super resolution zoom». Телефон як і попередник підтримує запис відео 4K зі швидкістю до 120 FPS і 2K зі швидкістю до 120 FPS. Sony представила функцію «Відстеження в реальному часі», яка тепер дозволяє користувачам натискати на об'єкт, і телефон постійно відстежує його, ніколи не втрачаючи фокусу на важливому.

### Програмне забезпечення
Xperia 1 III працює на ОС Android 11. Він також оснащений режимом «Photo Pro», розробленим відділом камер Sony Alpha, і режимом «Cinema Pro», розробленим кінематографічним підрозділом Sony CineAlta, як і його попередник. Стару програму для камери було інтегровано з «Photo Pro» і було перейменовано в «Basic Mode». Оновлення надаються протягом двох років.. Так 7 січня 2022 року, Sony випустила для смартфона, стабільну версію Android 12. разом із 5 III.

## Критика
Незважаючи на те, що на момент огляду, Xperia 1 III ще не був широко випущений, Engadget описав Xperia 1 III як «любовний лист любителям фотографії» через особливості камери.